# Folkedigtning
Folkedigtning er digtning som blev fortalt mundtligt i flere generationer. Den omfatter genrer som eventyr, sagn eller folkeviser. Folkedigtning blev fortalt på dialekten. I 1900-tallet blev mange folkehistorier skrevet ned.